# Alain Damasio
Alain Damasio (geboren Alain Raymond, 1 augustus 1969) is een Franse schrijver van sciencefiction en fantasy. Als scenarioschrijver werkt hij ook mee aan strips, radio, films en tv-series. In Frankrijk leent hij zijn stem ook voor audio- en treedt op als spoken word-artiest.

## Biografie
Alain Damasio werd geboren in Lyon. Hij behaalde het diploma van de middelbare school met een specialisatie in de wetenschap. Vervolgens werd hij toegelaten op de ESSEC Business School, een van de beste business schools van Frankrijk, die hij in 1991 verliet zonder diploma. Daarna wijdde hij twee eenzame retraites om te schrijven, eerst in Vercors (Frankrijk) en daarna in Nonza (Corsica, Frankrijk). Zijn werken richten zich sterk gericht op futuristische politiek en bevatten veel sciencefiction- en fantasy-elementen.
Als jongeling schreef hij veel korte verhalen. Zijn eerste lange fictieve werk was La Zone du Dehors (De buitenste zone), een futuristische roman over een samenlevingsmodel gebaseerd op een democratisch model (geïnspireerd door de werken van Michel Foucault en Gilles Deleuze).
Zijn tweede roman werd beloond met de Grote Prijs voor Denkbeeldig Schrijven (Grand Prix de l'Imaginaire) in de categorie fictie: La Horde du Contrevent (De Horde van de tegenwind). Voor deze roman componeerde Arno Alyvan een soundtrack.
 Deze roman verscheen met een soundtrack gecomponeerd door Arno Alyvan. Het was een groot succes en er werden 120.000 exemplaren van verkocht; dit boek wordt regelmatig geciteerd als een must-read van Franse fantasieboeken.
In 2008 leende hij zijn stem aan Bora, een muziekstuk van Rone.
In 2009 schreef hij La Rage du Sage (The Wise Man Wrath of Sage Rage), een poëtisch en politiek essay over onze tijd. Alain Damasio schreef ook het script van WindWalkers, een animatiefilm gebaseerd op La Horde du Contrevent met Jan Kounen als regisseur en Marc Caro als art director. Het project werd stopgezet vanwege een gebrek aan financiering.
In 2019 publiceerde hij Les Furtifs (The Stealthies), zijn meest recente roman die ook werd beloond met de Grote Prijs voor Denkbeeldig Schrijven. In samenwerking met de componist Yan Péchin heeft hij een muzikale omgeving ontwikkeld op basis van deze roman in een album genaamd Entrer dans la couleur.

## Werken

### Collected short stories
- Aucun Souvenir Assez Solide (No Strong Memories) La Volte, 2012

### Short stories
- Les Aiguilleurs du ciel (Air Traffic Controllers), in Onze pour Mille (One out of a Thousand), Cylibris, 2000
- El Levir et le Livre (El Koob and the book) in Libelle, pub. In DESS of the Sorbonne, 2001
- Les Hauts Parleurs, (The Loud Speakers) in (Another globalization in progress, Mango (Regard sur demain), 2002 (with Karen Bastien et Philippe Arnaud)
- Aucun souvenir assez solide, in Galaxies, #38, 2005
- So phare away, in Galaxies, #42, 2007
- Le Bruit des bagues, (The Ringing rings) in L'Expansion, #723, 2007
- Définitivement, (Definitely) in Appel d'air, Les Trois souhaits, 2007
- Disparitions, in Apple d'air, Les Trois Souhaits, 2007
- Dual universe, 2016

### Romans
- La Zone du Dehors (The Outer Zone), Cylibris, 1999
- La Horde du Contrevent (De Horde van de Tegenwind), La Volte, 2004 (Folio SF, 2007 paperback)
- La Zone du Dehors, new version, La Volte, 2007 (Folio SF, 2009 paperback)
- Les Furtifs (The Stealthies), La Volte, 2019
- Vallée du silicium, Albertine/Seuil, 2024

### Andere geschreven werken
- Sociétés de contrôle et cinéma, (societies under control and cinema), on the site of La Zone du Dehors
- Appel d'air contre la narcose Sarkozy (An In-draught against Sarkozy narcosis) on the site of La Zone du dehors, 2007
- La Rage du sage (TheWiseman Wrath) in Memento Mori, 2009 (with SLIVER)
- Words of the song Bora, for the artist Rone

## References
1. ↑  (fr) Addictic, Les actualités d'Alain Damasio. ActuSF - Site sur l'actualité de l'imaginaire. Geraadpleegd op 24 mei 2024.
2. ↑  (fr) Addic, Les actualités d'Alain Damasio. ActuSF - Site sur l'actualité de l'imaginaire. Geraadpleegd op 24 mei 2024.
3. ↑  (fr) Guillaume Meurice et le NetanyahouGate, le retour de Damasio et du Prix Nobel 82. ActuaLitté.com. Geraadpleegd op 24 mei 2024.
4. ↑  (fr) La horde du contrevent. Millepages. Geraadpleegd op 25 mei 2024.
5. ↑  Rone - Bora. Discogs.

- Bibsys: 1642068490522
- Bibliothèque nationale de France: cb13545112r (data)
- Gemeinsame Normdatei: 1057814989
- International Standard Name Identifier: 0000 0000 3512 5939
- Library of Congress Control Number: n2008012629
- MusicBrainz: bb34067a-1461-48ba-a03e-870ef7d4c9c4
- Nationale Bibliotheek van Tsjechië: xx0243741
- Nederlandse Thesaurus van Auteursnamen: 431229988
- Réseau des bibliothèques de Suisse occidentale: 02-A013335515
- Istituto Centrale per il Catalogo Unico: LO1V362184
- Système universitaire de documentation: 050768786
- Virtual International Authority File: 19842249
- WorldCat: E39PBJm4PVYPYGrb7Dt6GGD8YP